# Joseph Knauer
Józef Knauer (ur. 1 grudnia 1764 w Czerwonym Strumieniu, zm. 16 maja 1844 we Wrocławiu) – wielki dziekan kłodzki w latach 1808–1843, biskup wrocławski w latach 1843–1844.

## Życiorys

### Dzieciństwo i młodość
Urodził się w rodzinie ubogich chałupników z Czerwonego Strumienia. Jego rodzicami byli Jan Knauer i Teresa z domu Lux. Po ukończeniu szkoły elementarnej w Międzylesiu kontynuował naukę w katolickim gimnazjum we Wrocławiu. Następnie studiował filozofię i teologie na wrocławskiej Leopoldinie. 

### Praca duszpasterska w hrabstwie kłodzkim
7 marca 1789 r. otrzymał święcenia kapłańskie, po których został skierowany do Międzylesia, gdzie pełnił funkcje kapelana. W 1794 r. został mianowany proboszczem w sanktuarium maryjnym w Wambierzycach. W 1814 r. otrzymał nominację na proboszcza bogatszej parafii w Bystrzycy Kłodzkiej. 

### Wielki dziekan kłodzki
Jeszcze jako proboszcz wambierzycki w 1808 r. został nominowany przez króla pruskiego wielkim dziekanem hrabstwa kłodzkiego 16 stycznia 1809 r. decyzję tę zaakceptował arcybiskup metropolita praski Vilém Florentin Salm, który mianował go wikariuszem książęco-arcybiskupim hrabstwa kłodzkiego.
W czasie jego rządów papież Pius VII bullą De salute animarum z 16 lipca 1821 r. potwierdził przynależność ziemi kłodzkiej do arcybiskupstwa praskiego, ale jednocześnie wprowadził ściślejsze powiązanie dekanatu z diecezją wrocławską: każdorazowy wielki dziekan miał automatycznie zostawać honorowym kanonikiem wrocławskim. Wybierać go miano spośród proboszczów ziemi kłodzkiej.
W 1837 r. wydział teologiczny Śląskiego Uniwersytetu im. Fryderyka Wilhelma we Wrocławiu nadał mu tytuł doktora honoris causa. 27 sierpnia 1841 r. został członkiem wrocławskiej kapituły katedralnej. 6 lutego 1843 r. papież mianował go biskupem wrocławskim.

### Biskup wrocławski
Jego uroczysty ingres miał miejsce 23 kwietnia 1843 r., święceń biskupich udzielił mu biskup pomocniczy Daniel Latussek. Knauer był już wtedy w bardzo podeszłym wieku. W czasie swych krótkich rządów występował przeciwko niemieckiemu Kościołowi narodowemu założonemu przez ks. Johannesa Rongego. Zmarł 16 maja 1844 r. i został pochowany w podziemiach katedry św. Jana Chrzciciela